# Cairnfield House
Cairnfield House ist ein Herrenhaus nahe der schottischen Ortschaft Buckie in der Council Area Moray. 1972 wurde das Bauwerk in die schottischen Denkmallisten zunächst in der Kategorie B aufgenommen. Die Hochstufung in die höchste Denkmalkategorie A erfolgte 1989.

## Geschichte
Das Herrenhaus wurde um 1802 fertiggestellt. Der Entwurf wird dem schottischen Architekten John Paterson zugeschrieben. Obschon Paterson sein Büro bereits zehn Jahre zuvor von Elgin nach Edinburgh verlegt hatte, ist bekannt, dass er um 1800 verschiedene Arbeiten, unter anderem das Lakeside House von Gordon Castle, für den Duke of Gordon in Moray ausführte. Am Standort befand sich ein Vorgängerbauwerk, von welchem der in der zweiten Hälfte des 18. Jahrhunderts errichtete Bedienstetenpavillon in die Struktur integriert wurde. Bis in die 1970er Jahre war Cairnfield House Stammsitz der Gordons of Cairnfield.

## Beschreibung
Cairnfield House steht isoliert am Burn of Cairnfield rund drei Kilometer südwestlich des Zentrums von Buckie. Die nordwestexponierte Hauptfassade des zweigeschossigen Herrenhauses ist drei Achsen weit. Am Mittelrisalit ist das durch ein Gesims bekrönte, zweiflüglige Hauptportal über eine auffächernde Vortreppe zugänglich. Oberhalb des pilastrierten Portals ist ein venezianisches Fenster mit Schlussstein eingelassen. Am gartenseitigen Mittelrisalit ist das venezianische Fenster hingegen ebenerdig zu finden, während im Obergeschoss ein Drillingsfenster eingelassen wurde, dessen zentrales Fenster blind ist. Das Gebäude schließt mit einem schiefergedeckten Plattformdach. An der Südwestseite setzt sich ein eingeschossiger Küchenflügel aus dem mittleren 20. Jahrhundert fort.